# West Lafayette
West Lafayette je město ve Spojených státech amerických. Nachází se v okrese Tippecanoe County ve státě Indiana. Ve městě žije přibližně 45 tisíc obyvatel a jeho rozloha činí 19,7 km². Leží 105 kilometrů severozápadně od Indianapolis a 182 kilometrů jihovýchodně od Chicaga v Illinois. Sousedí s městem Lafayette, přičemž hranici mezi oběma městy tvoří řeka Wabash.
Město bylo založeno roku 1888. West Lafayette má vůbec nejvyšší hustotu zalidnění v Indianě. Sídlí zde Purdueova univerzita, díky čemuž je město často označováno jako univerzitní. V roce 2024 se starostkou města stala Demokratka Erin Easterová.

## Rodáci
- Katie Boumanová (* 1989) – americká informatička
- Brian Binnie (1953–2022)

## Partnerská města
- Óta, Japonsko